# .lc
Pour les articles homonymes, voir lc et LC.
.lc est le domaine de premier niveau national (country code top level domain : ccTLD) réservé à Sainte-Lucie.